# 7063 Джонмічелл
(7063) 1991 UK (1991 UK, 1950 TO1, 1976 SC9, 1987 RA4, 1987 SU6) — астероїд головного поясу, відкритий 18 жовтня 1991 року.
Тіссеранів параметр щодо Юпітера — 3,512.